# Collegium Bernardi
Das Collegium Bernardi – Katholische Privatschulen Mehrerau umfasst eine Volksschule und ein Privatgymnasium (jeweils mit Öffentlichkeitsrecht) in Bregenz-Mehrerau (Vorarlberg, Österreich). Es handelt sich jeweils um ganztägige Schulformen mit verschiedenen Betreuungsoptionen, dem Gymnasium ist ein Internat angeschlossen. Das Collegium Bernardi wurde 1854 gegründet und ist das älteste bestehende Bildungsinstitut in Vorarlberg. 2016 wurden Mädchen zugelassen.

## Geschichte
Das Collegium Bernardi wurde am 18. Oktober 1854 von Zisterziensern der Abtei Wettingen-Mehrerau als Lateinschule gegründet. Schon zuvor hatten die Mönche eine Lateinschule in Wettingen betrieben, das sie 1841 wegen des Aargauer Klosterstreits verlassen mussten.
Im ersten Schuljahr besuchten sieben Schüler die Lateinschule. Nach zwei Jahren bekam die Schule ein eigenes Gebäude. Das Collegium zählte im Schuljahr 1862/63 bereits über 50 Schüler, und 1883/84 über 100. Im Jahr 1886 bekam das Collegium den Namen Collegium Sancti Bernardi.
Während des Ersten Weltkriegs, als ein Teil des Schulgebäudes als Reservespital der kaiserlichen Armee verwendet wurde, konnte der Schulbetrieb mit 150 Schülern aufrechterhalten werden.
Während des Zweiten Weltkriegs wurde der Schulbetrieb unterbrochen, die Gebäude dienten ab 1938 als Lazarett. 1941 wurde das Kloster von den NS-Behörden aufgelöst. Als die Mönche 1945 wieder ins Kloster zurückkehrten, nahmen sie im selben Jahr den Schulbetrieb auf. Allerdings fand der Unterricht in den Räumlichkeiten des Klosters statt, da die Schulgebäude erst 1950 von der französischen Besatzungsmacht freigegeben wurden.

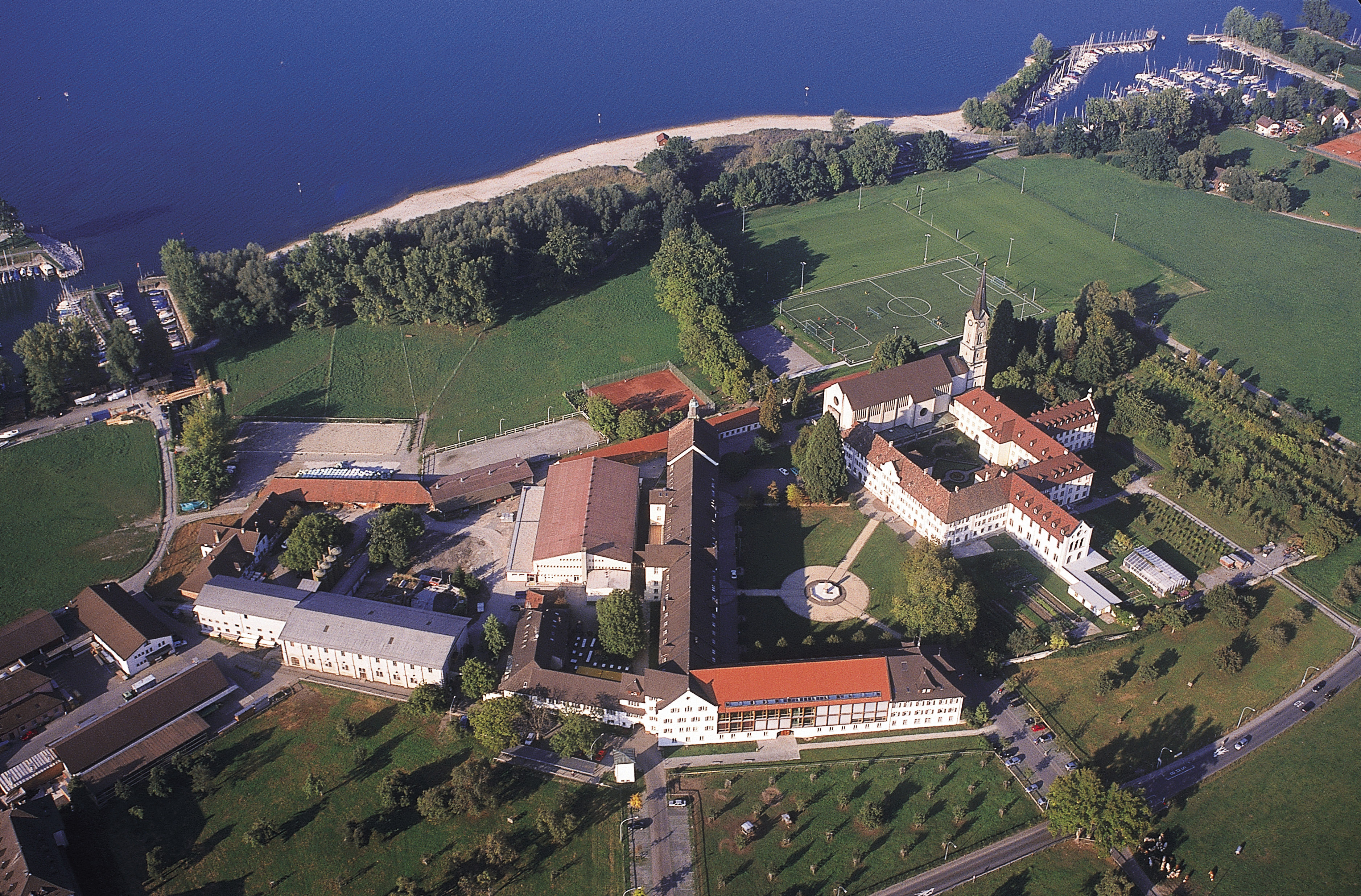
Abtei Wettingen-Mehrerau

1974 bekam das Internat einen weiteren Gebäudeteil und 1981 errichtete man eine neue Turnhalle. 1996/97 wurde schließlich das Schulgebäude komplett neu errichtet.
2003 wurde die Fußballakademie Vorarlberg-Mehrerau als Kooperation des Collegiums mit dem Vorarlberger Fußballverband (VFV) gestartet. Dabei wird ein neues Konzept in der Talenteförderung umgesetzt. Ein Jahr darauf wurde das Gymnasium durch einen gymnasialen Sportzweig ergänzt. Neben Fußball zählen seither Handball (Handballakademie) und Segeln zu den Schwerpunktsportarten.

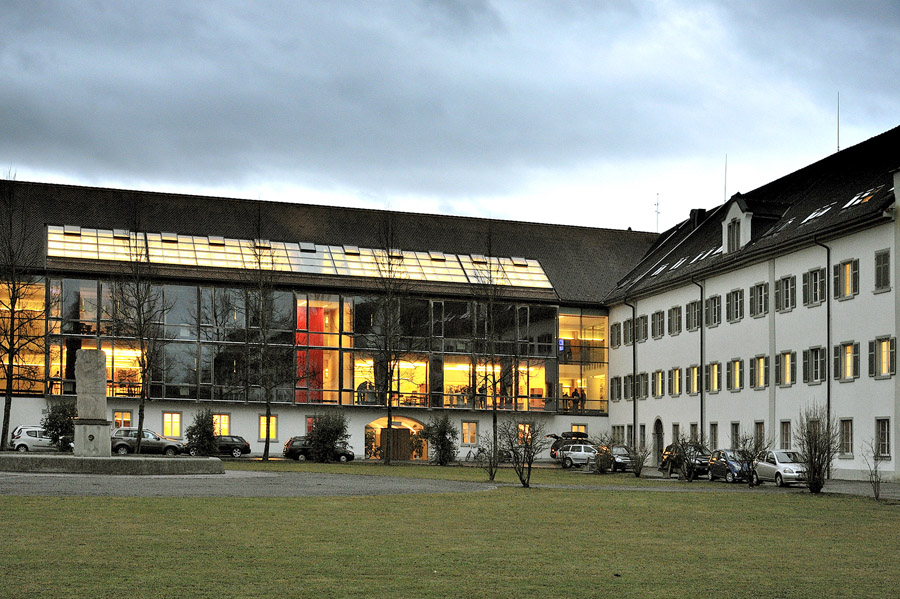
Schulgebäude, Neubau

Talentierten Schülern wird so die Möglichkeit gegeben, Schule, außerschulische Betreuung und Sportausbildung an einem Standort aufeinander abzustimmen. Neben den gymnasialen Zugangsbedingungen müssen diejenigen Schüler, die den Sportzweig besuchen wollen, auch entsprechende sportliche Kriterien erfüllen.
Im Zuge der Diskussion über sexuellen Missbrauch in der römisch-katholischen Kirche kamen auch Berichte über zurückliegende Missbrauchsfälle in dem Internat auf. So berichtete das Nachrichtenmagazin Der Spiegel Anfang 2010 über Kindesmisshandlungen und Kindesmissbrauch in der Klosterschule Mehrerau von den 1950er bis in die 1990er Jahre.
Im Schuljahr 2011/12 hatte das Collegium Bernardi, das allgemein auch unter dem Namen PG Mehrerau bekannt ist, 266 Schüler, 49 Lehrer und 12 Erzieher. Seit dem Schuljahr 2016/17 steht der Zugang ans Gymnasium auch für Mädchen offen. Das Internat ist weiterhin männlichen Schülern vorbehalten. Im Mai 2012 sind bei einem Großbrand die Tischlerei, Schlosserei sowie ein Holzlagergebäude beim Kloster Mehrerau bis auf die Grundmauern niedergebrannt, für den Schulbetrieb gab es durch den Brand aber keinerlei Einschränkungen.
Mit dem Schuljahr 2017/18 wurde auf dem Gelände auch eine private Volksschule für Mädchen und Jungen errichtet. Sie startete mit 28 Schülerinnen und Schülern in zwei Klassen. Im Schuljahr 2020/21 erreichte die Volksschule den Vollausbau mit allen vier Schulstufen.

## Leitung Gymnasium
- 1854–1864 Martin Reimann
- 1864–1866 Ludwig Oswald
- 1866–1875 Martin Reimann
- 1875–1888 Dominikus Willi
- 1888–1889 Maurus Kalkum
- 1889–1895 Chrysostomus Rieger
- 1895–1899 Valentin Schmidt
- 1899–1909 Stephan Weixner
- 1909–1919 Kassian Haid
- 1919–1922 Eugen Faigle
- 1922–1927 Viktorin Panhölzl[6][7]
- 1927–1938, 1945–1963 Bruno Griesser[8]
- 1963–1981 Adalbert Roder[9]
- 1981–1999 Nivard Huber[10]
- 1999–2010 Clemens Kurt Obwegeser[11]
- seit 2010 Christian Kusche[12]

## Leitung Volksschule
- 2017–2020 Jutta Gasser[13]
- seit 2020 Dagmar Juriatti[14]

## Gesamtpädagogische Leitung beider Privatschulen
- seit 2017 Christian Kusche[15]

## Persönlichkeiten
Ehemalige Professoren
- Gregor Müller (1842–1934)
- Bonaventura Stürzer (1848–1930)
- Heinrich Suso Groner (1895–1968)
- Hans Purin (1898–1989)
- Kassian Lauterer (1934–2022)
- Anselm van der Linde (* 1970)

Ehemalige Schüler
- Sighard Kleiner (1904–1995), 79. Generalabt des Zisterzienserordens
- Karl Tizian (1915–1985), Politiker, Präsident des Vorarlberger Landtages, Bürgermeister von Bregenz
- Thomas Denter (1936–2023), Abt der Zisterzienserabtei Marienstatt
- Hans-Peter Bischof (* 1947), Mediziner und Politiker, Landesstatthalter Vorarlbergs
- Norbert Bischofberger (* 1956), Biochemiker
- Albert Hofer (* 1957), Politiker, Abgeordneter zum Vorarlberger Landtag
- Magnus Brunner (* 1972), Bundesminister für Finanzen
- Lukas Frühstück (* 1991), Handballer, Mitglied der österreichischen Handballnationalmannschaft